# Ngựa Castillonnais
Ngựa Castillonnais hay còn gọi là Cheval Ariègeois de Castillon, từng được gọi là cheval du Biros hoặc Saint-Gironnais là một giống ngựa cổ xưa có tầm vóc nhỏ thuộc nhóm ngựa cưỡi có nguồn gốc từ từ tỉnh Ariège ở phía tây nam nước Pháp. Kiểu hình của giống này hiện đang ở dạng thông lượng, nhưng nhìn chung nó giống với (và đôi khi bị nhầm lẫn với) những con ngựa Meren phổ biến hơn. Các thành viên của giống này là màu hồng đen hoặc đen, và tất cả đều có màu sắc thay đổi màu sắc, kết quả là màu nhạt hơn xung quanh mắt và mõm và trên mặt dưới của cơ thể. Ngày nay nó được sử dụng chủ yếu cho cưỡi ngựa thể thao (bao gồm cả cưỡi ngựa du lịch) và kéo xe.
Ngựa Castillonnais có lẽ là hậu duệ của những con ngựa lấy cảm hứng từ những bức tranh thời kỳ Magdalenia được tìm thấy, ví dụ, tại hang Niaux, với máu ngựa phương Đông và Iberia được thêm vào sau đó. Ban đầu được lai tạo như một giống đa năng được sử dụng cho kỵ binh, nông nghiệp và kéo xe, giống ngựa này đã giảm dân số trong thế kỷ XX, và gần như đã tuyệt chủng. Năm 1980, một nhóm người ủng hộ đã bắt đầu làm việc để cứu giống, và một hiệp hội giống, bây giờ được gọi là Hiệp hội quốc gia du Cheval Castillonnais d'Ariège Pyrénées (ANCCAP), được thành lập vào năm 1992. Giống này được chính thức công nhận bởi Bộ Pháp Nông nghiệp vào năm 1996. Chính phủ Pháp, hiệp hội giống và một nhóm bảo tồn khu vực hiện nay đều quan tâm đến việc bảo tồn giống này. Số lượng giống ngựa này vẫn còn khá thấp, và giao phối cận huyết là một mối quan tâm đáng lo ngại về sức khỏe nòi giống.